# Henry Fairfield Osborn
Henry Fairfield Osborn, född 8 augusti 1857 i Fairfield, Connecticut, död 6 november 1935, var en amerikansk paleontolog och geolog.

## Biografi
Osborn studerade vid Princeton University och gjorde 1877 sin första fossilletarexpedition till 
Colorado och Wyoming. Under åren 1883 till 1890 var han professor i jämförande anatomi vid Princeton University. År 1891 blev han professor i biologi vid Columbia University, och 1896 även professor i zoologi.
Han var 1891-1910 kurator för avdelningen för fossila ryggradsdjur vid American Museum of Natural History och 1900-1924 chef för avdelningen vertebratpaleontologi vid USA:s geologiska undersökning. Osborha hade i Heidelberg studerat för Carl Gegenbaur, och som dennes lärjunge kom han att ägna sig åt arbeten i komparativ morfologi. De fossila ryggradsdjuren bland annat noshörningar, hästar, titanoterier och dinosaurier blev föremål för hans intresse, och han utförde många betydelsefulla undersökningar och beskrev ett stort antal nya former.
Under åren 1908-1935 var han föreståndare för American Museum of Natural History; under denna tid samlade han ihop världens finaste fossilsamling. Han beskrev och namngav Tyrannosaurus rex 1905 samt författade den inflytelserika läroboken The Age of Mammals (1910).
Bland hans övriga verk märks The paleontological evidence of transmission of acquired characters (1889), From the Greeks to Darwin (1894), Origin and evolution of life (1918) samt Fifty years of reserch (1930).
Osborn invaldes som ledamot av Kungliga Vetenskapsakademien 1909.